# Бесбес, Сарра
Сарра Бесбес (араб. ساره بسباس‎, род. 5 февраля 1989 года) — тунисская фехтовальщица на шпагах, многократная чемпионка Африки. Сестра Аззы Бесбес.

## Биография
Родилась в 1989 году в Абу-Даби (Объединённые Арабские Эмираты), где в то время жили её родители; её отец Али Бесбес раньше играл в баскетбол, а потом стал преподавателем физкультуры, а её мать Хайет бен Гази сама раньше занималась фехтованием на рапирах, а потом стала судьёй международной категории. Все дети в этой семье — один сын и три дочери — занялись фехтованием.
Сарра сначала занималась фехтованием на рапирах, но затем переключилась на шпагу. В 2007 и 2008 годах становилась бронзовой призёркой чемпионата Африки, в 2009 году стала чемпионкой Африки и завоевала серебряную медаль Средиземноморских игр. В 2010 и 2011 годах вновь становилась чемпионкой Африки.
Во время квалификации на чемпионате мира 2011 года Сарра обнаружила, что ей предстоит сражаться против израильской спортсменки Ноам Миллс. Так как Тунис вместе с прочими арабскими странами бойкотирует Израиль, она обратилась за инструкциями в Федерацию фехтования Туниса. Тунисское Министерство по делам спорта и молодёжи приказала отказаться от боя, однако так как это бы вызвало санкции, Сарра избрала другой путь: она вышла на бой, но не стала предпринимать никаких действий, позволив оппонентке свободно наносить удары.
В 2012 году стала чемпионкой Африки, а на Олимпийских играх в Лондоне стала 8-й в личном первенстве. В 2013 году вновь стала чемпионкой Африки, и завоевала серебряную медаль Средиземноморских игр. В 2014 году вновь стала чемпионкой Африки. В 2015 году стала чемпионкой Африки и завоевала бронзовую медаль чемпионата мира.